# Rhombodera basalis
Rhombodera basalis (лат.) — вид крупных богомолов из семейства настоящих богомолов.

## Описание
Длина тела около 60 мм. Переднеспинка расширена. Богомолы Rhombodera basalis являются окончательными хозяевами волосатиков Chordodes baramensis и Chordodes shipleyi. Свободноживущие стадии этих червей развиваются в воде. Промежуточными хозяевами являются насекомые, личинки которых развиваются в воде и служат переносчиками между водной и наземной средой.

## Распространение
В естественной среде обитает в Малайзии, Индии, Таиланде, на островах Ява и Калимантан.